# Gausstråle

Intensitet och elektrisk amplitud hos en gausstråle.

En Gausstråle är en elektromagnetisk stråle som har en spridning liknande Gaussfunktionen. Som modell används strålen för att approximera hur en laser beter sig (den sprider sig och detta i sin tur beror på våglängd, fasförsvagning, vågimpedans (för rymd 120π Ω), avstånd och annat). Som regel sprider sig gausstrålen mindre, än praktiskt använda strålar. Jämför Strålparameterprodukt.